# BY MYSELF (HOUND DOGの曲)
「BY MYSELF」（バイ・マイセルフ）は、1998年5月21日に発売されたHOUND DOGの34枚目のシングル。

## 内容
ROMANTIC MODEのジョー・リノイエとの共同プロデュースを行った本作は、久光製薬「エアーサロンパスEX」コマーシャル・ソング。

## 収録曲
1. BY MYSELF
  - 作詞：大友康平・Joe Rinoie、作曲：Joe Rinoie、編曲：Joe Rinoie・鈴川真樹
2. いくつもの夜を越えて
  - 作詞：大友康平、作曲：蓑輪単志、編曲：石川鉄男・HOUND DOG
3. BY MYSELF (inst.)